# Impostor Factory
Impostor Factory è un videogioco d'avventura, creato e sviluppato dal programmatore indie canadese Kan "Reives" Gao e il suo team di sviluppo, Freebird Games. È il settimo titolo prodotto dal team, ed è il sequel di Finding Paradise nonché l'ultimo titolo principale della saga cominciata da To the Moon. Il gioco è stato pubblicato su Steam il 30 settembre 2021, e come i suoi predecessori è stato prodotto tramite motore grafico RPG Maker XP per Microsoft Windows, macOS e Linux.
Rispetto a To the Moon e Finding Paradise i protagonisti che il giocatore guiderà durante il gioco non saranno i dottori Eva Rosalene e Neil Watts, ma un nuovo personaggio chiamato Quincy Reynard, che partecipa ad una misteriosa festa, dove tra gli invitati fa la conoscenza con una donna chiamata Linry.

## Trama
Quincy giunge nella villa lussuosa di Warden Haynes e Alise Yu, proprietari della Fondazione Yu-Haynes, specializzata nelle Neuroscienze cognitive, per partecipare ad una festa organizzata dai due dottori per presentare una loro nuova creazione. L'uomo durante la festa fa la conoscenza con Lynri, che gli rivolge una serie di domande e frasi criptiche e vaghe. In seguito, mentre vaga per la villa, Quincy si imbatte improvvisamente nei cadaveri dissanguati dei dottori Haines e Yu davanti al loro studio; nel panico per questa cruenta scena, il giovane si chiude in bagno per lavarsi le mani dal sangue toccato. Quando, tuttavia, esce dal bagno Quincy scopre che i due dottori sono ancora vivi e il sangue è scomparso dalla scena del delitto; cercando, poi, di parlare con Lynri dell’accaduto, ella rivela di non ricordarsi di lui né di avergli mai parlato in precedenza. Poco dopo, tuttavia, mentre è ancora con la donna, Quincy si accorge della presenza di una seconda Linry intenta a salire le scale, e seguendola, finisce nello studio dei due dottori, ritrovandoli nuovamente senza vita in una pozza di sangue. Dopo essersi nuovamente chiuso in bagno, ricordando ciò che era successo in precedenza, si lava nuovamente le mani nel lavandino, e dopo aver fatto ciò, uscendo dal bagno, vede che i due dottori sono ancora una volta tornati in vita e nessuno ricorda più nulla. Dopo un altro paio di situazioni in cui gli omicidi si ripetono, ad un certo punto Quincy si ritrova circondato da innumerevoli cadaveri dei dottori Haynes e Yu sparsi in tutti i corridoi e le stanze, alla fine Quincy viene raggiunto da Lynri, che risolve la situazione e gli confessa la verità: i due si trovano all'interno di un realtà virtuale da lei sviluppata, e anche lui è un’entità di sua creazione; inoltre gli spiega che il lavandino non è una “macchina del tempo”, ma in realtà ogni qualvolta che lui si era lavato le mani, contemporaneamente lei aveva resettato il mondo, per risolvere l’anomalia dei corpi dissanguati. Successivamente, mentre la donna indaga sulle anomalie della simulazione, decide di spedire Quincy all'interno di un’altra simulazione, per rispondere a tutti i suoi dubbi.
Quincy dunque si ritrova all'interno di un tunnel in cui attraversa le memorie della vita di Lynri, scoprendo che la donna, fin da quando era bambina, era affetta da una malattia neurodegenerativa rara, che ha compromesso le sue aspettative di vita, e le aveva impedito di poter socializzare e partecipare alle attività dei suoi coetanei. Ciò la spinge, nel corso degli anni, a dedicarsi intensamente ai suoi studi, in particolare negli anni universitari dove si inserisce nell'ambito delle neuroscienze, alla ricerca di un metodo di codificazione e modifica delle memorie umane, tramite computer. In questo periodo, inoltre, Lynri, mentre studia in biblioteca per il suo dottorato, fa la conoscenza del vero Quincy Reynard, uno studente di scienze umane, che le racconta di amare viaggiare per il mondo, seguendo gli insegnamenti di sua nonna, che lo aveva cresciuto, di godersi la vita giorno dopo giorno. Nonostante man mano che approfondiscono il loro rapporto, Lynri confessi al ragazzo la verità sulla sua malattia, quello una sera la invita ad un appuntamento in cui le fa fare un “viaggio” lungo una strada di ricostruzioni improvvisate dei monumenti più importanti al mondo, per poi dirle che accetta che lei debba dedicarsi ai suoi obiettivi di vita, e che lui sarebbe rimasto al suo fianco, per continuare a darle una ragione per andare avanti. Convinta dalle parole del ragazzo, lui e Lynri cominciano a frequentarsi fino a diventare una coppia. Successivamente, durante le celebrazioni della loro laurea, la ragazza viene raggiunta da due assistenti dei dottori Haynes e Yu, che annunciano che questi ultimi erano rimasti colpiti dai risultati della ricerca che aveva utilizzato come tesi di laurea, e hanno deciso di invitarla alla festa nella loro villa. Giunta qui, dunque, Lynri riceve dai due dottori l’offerta di entrare a far parte della Fondazione Yu-Haynes per approfondire le sue ricerche su un’interfaccia mnemonica diretta uomo-macchina, favorita dallo sviluppo del prototipo di un macchinario che la Fondazione presenta durante la festa. Così dunque Lynri entra a far parte della Fondazione, lavorando nel centro di ricerca segreto posto al di sotto della villa, mentre Quincy decide di seguirla, trasferendosi assieme a lei in un appartamento vicino alla villa.
Nel corso del tempo, tuttavia, le attività di Lynri alla Fondazione Yu-Haynes diventano sempre più grandi e impegnative, portando la donna a trattenersi giorno dopo giorno sempre di più a lavoro, tornando tardi a casa e non riuscendo a trovare più tempo da trascorrere con Quincy; quando poi un giorno Lynri rivela al marito di voler trasferirsi momentaneamente in una residenza all'interno del laboratorio sotterraneo, così da poter dedicare più tempo alle sue ricerche, si scatena un battibecco tra i due che rischia di incrinare la loro relazione. Successivamente, però, dopo essere arrivata alla villa, scopre la presenza della polizia, arrivata lì dopo che Louie Clegg, uno dei suoi colleghi e collaboratori del progetto, aveva perso la vita dopo aver testato il macchinario per l’interfaccia mnemonico al suo posto. La donna, scioccata dalla notizia, decide di abbandonare il suo lavoro alla Fondazione Yu-Haynes, e tornata a casa dice a Quincy di aver deciso di vedere il mondo assieme a lui. E così nel corso dell’anno successivo Linry e Quincy viaggiano in tanti posti, visitando tanti monumenti come la Torre Eiffel, la Grande Muraglia e le piramidi di Giza, finché a un certo punto non si scopre che la donna è rimasta incinta. 
Malgrado le incertezze e le paure per i rischi legati all'ereditarietà della malattia di Lynri, la coppia decide di portare avanti la gravidanza. Qualche mese dopo, tuttavia, in seguito ad un malore si scopre che la malattia della donna si è improvvisamente aggravata, e i due sono messi di fronte alla terribile scelta se continuare la gravidanza, perdendo però la possibilità di effettuare una terapia nei tempi ideali, condannandola ad una morte certa, oppure salvare la sua vita tramite l’operazione, di contro però dovendo effettuare un parto prematuro, che avrebbe compromesso la vita di loro figlio. Alla fine i due scelgono quest’ultima opzione dando alla luce prematuramente il piccolo Tobias, che però è costretto a vivere nel corso della sua breve vita sulla sedia a rotelle, e a respirare solo tramite bombole d’ossigeno, finché una sera si spegne tra le braccia del padre. Il dolore causato dall'evento crea una spaccatura nella coppia, con Lynri che decide di abbandonare il marito, e tornare alla Fondazione Yu-Haynes, immergendosi totalmente nel lavoro e nella attività di ricerca, vivendo all'interno delle residenze del laboratorio. Anni dopo, dunque, ultimata l’interfaccia per il macchinario, ella sviluppa la simulazione, usando l’entità mnemonica di Quincy del loro primo appuntamento, inserendola nella memoria della festa di introduzione nella Fondazione Yu-Haynes. 
Terminato il suo “viaggio” nel tunnel delle memorie di Lynri, il Quincy “virtuale” viene raggiunto dalla donna che lo coinvolge in una serie di test in cui alla fine riesce a verificare che gli omicidi dei dottori Haynes e Yu, avviene ogni qualvolta viene simulata la presentazione del prototipo del macchinario mnemonico, e né lui né Lynri sono presenti nella stanza dove avviene. In seguito Lynri incarica Quincy di recarsi nel laboratorio sotterraneo per osservare il nucleo di computazione, mentre lei si scollega dalla macchina per fare verifiche esterne. Giunto lì, mentre Quincy osserva l’accensione e l’attivazione del nucleo, improvvisamente vede una serie di giganteschi tentacoli irrompere nella stanza e attaccare e distruggere il computer. Dopo che Lynry raggiunge Quincy nel laboratorio, i due vengono approcciati dall’ “anomalia” che aveva distrutto il nucleo, e che si rivela essere Faye, che racconta loro la verità: ella è un'intelligenza artificiale, introdotta da Neil Watts per gestire la simulazione in cui sia Quincy sia Lynri sono in realtà entità da lei create. Durante tale simulazione, tuttavia, Lynri, e altre sue varianti, avevano a loro volta creato ulteriori simulazioni per “ricreare” Quincy, e dunque hanno creato un numero eccessivo di tangenti, sovrapposte una sopra l'altra, che rischiano di far collassare e distruggere l’intera simulazione. Per tale motivo Faye è dovuta intervenire nella loro, così come in altre precedenti tangenti sotto la loro, rivelando che il loro era lo strato più alto e lontano dalla simulazione “primaria”. Malgrado ciò, essa rivela loro che la loro tangente è in realtà quella più vicina per eventi accaduti all’ “originale”, rivelando che la vita di Lynri era andata esattamente nello stesso modo, fino al momento in cui era stata costretta a scegliere tra la sua vita e quella del suo bambino. Nella realtà la donna aveva scelto di posticipare la propria terapia, per portare avanti regolarmente la gravidanza e far nascere il figlio, che si rivela essere lo stesso Neil Watts. La terapia di Lynri, però, non era stata efficace per salvarla, concedendole solamente di poter vivere qualche anno per poter vedere il figlio crescere, relegata a letto o sulla sedia a rotelle; prima di morire, poi, era tornata alla villa della Fondazione per lasciare nel macchinario alcuni dei suoi ricordi, con la speranza che nel futuro ci sarebbe stato un modo per decriptarli. Ed infatti Neil, dopo aver scoperto, poco dopo la morte della madre, di aver ereditato da quest’ultima la sua malattia, aveva deciso anch'egli di dedicarsi intensamente agli studi di neuroscienze, fino a perfezionare le sue ricerche. Rifiutato dalla Fondazione Yu-Haynes, non intenzionata ad assumerlo dopo ciò che era successo alla madre, Neil alla fine era riuscito, grazie anche all'aiuto della collega e amica Eva Rosalene, ad essere assunto nella ‘’Sigmund Agency’’, dove aveva trovato un modo per avanzare la tecnologia delle scoperte di Lynri e decriptare le sue memorie, e ha creato il macchinario che aveva dato origine alla simulazione dove si trovano attualmente. Come intuisce la stessa Linry, l’intento della simulazione è creare un mondo virtuale dove le memorie di qualsiasi individuo deceduto potessero sopravvivere lì, e permettere alle copie virtuali degli stessi di vivere e rivivere tutti i possibili scenari alternativi delle scelte della loro vita.
In seguito Faye rivela loro che la loro tangente è andata oltre i limiti degli eventi preimpostati, e per questo, tramite un grosso aeroplanino di carta li conduce sulla “Luna”, distrugge il loro mondo, e quello delle loro versioni alternative, che alla fine vengono ricongiunte in una sola coppia di Linry e Quincy. Successivamente l’intelligenza artificiale apre un portale in cui concede ai due, in base ai dati raccolti dalle loro precedenti interazioni, di vivere in una nuova simulazione, dove avrebbero ottenuto il loro lieto fine. Malgrado l’iniziale contrarietà di Lynri, Quincy la convince a superare le proprie paure, e a seguirlo nella nuova “linea temporale”, nella quale Lynri viene curata dalla sua malattia, e vive una vita normale e serena con Quincy, crescendo assieme amorevolmente loro figlio Neil, e vedendolo legarsi a Eva, finché i due non si sposano, ed hanno a loro volta una figlia. E così Quincy e Lynri, divenuti ormai anziani, dopo aver vissuto la loro vita ideale in cui hanno potuto essere genitori e nonni, rivedono un’ultima volta Faye che prima di “cancellarli”, raggiunto il termine della loro simulazione, rivela che loro figlio Neil aveva assistito alle loro memorie e alla loro vita all'interno della simulazione, così da assicurarsi che i due avessero ottenuto la vita felice che tanto avevano sognato.

### Epilogo
Dopo il termine della simulazione, Neil all'interno della “sala di controllo” virtuale si confronta con Faye sui risultati della simulazione, finché non è costretto a scollegarsi dal macchinario. Viene, infatti, raggiunto al suo appartamento da Eva e gli altri suoi colleghi della ‘’Sigmund Agency’’ che lo invitano ad uscire con loro. Dopo aver visto Neil uscire fuori dall'appartamento, Eva tenta di chiudere la porta d’ingresso che egli aveva lasciato aperta, ma prima che possa farlo, la porta si chiude violentemente, come se qualcuno dall'interno l’avesse chiusa

## Modalità di gioco
Come i titoli precedenti della saga, Impostor Factory è un gioco in cui le azioni che il giocatore saranno molto ridotte, e incideranno poco e nulla nell’avanzamento della trama. Il giocatore avrà il compito principale di muovere Quincy Reynard con i tasti direzionali o quelli WASD, e in alcune occasioni, col mouse può interagire con alcuni elementi o personaggi dei vari scenari di gioco. Nell’avanzare nelle memorie del passato di Lynri torna il sistema dei "link mnemonici", piccole sfere che hanno la funzione di "memento", e che devono essere raccolte interagendo con alcuni elementi dei luoghi, per oltrepassare alcune barriere, e procede alla successiva memoria. Tale procedimento, rispetto a To the Moon e Finding Paradise, è stato semplificato, con la mancanza dei puzzle e i minigiochi presenti nei suddetti titoli.

## Sviluppo
Lo sviluppo di Impostor Factory è stato annunciato per la prima volta da Kan Gao il 9 marzo 2019 sul suo profilo Youtube, tramite un video in cui è stato mostrato il menù di gioco assieme alla sua traccia musicale, ed una prima immagine di presentazione del gioco. Qualche mese dopo, il 29 novembre, l'autore fa uscire un trailer dai toni scherzosi, in cui il gioco viene rinominato To the Moon 3, al termine del quale però annuncia l'uscita dello stesso per la fine del 2020 e lo presenta come uno dei titoli principali della saga. Il primo, effettivo, trailer di Impostor Factory viene pubblicato, sempre sul canale Youtube di Kan Gao, il 5 agosto 2020, in cui vengono mostrate le prime immagini di gioco, e viene messo in evidenza il personaggio di Lynri come focale per la trama. In seguito la data di uscita del gioco riceverà ulteriori ritardi: dapprima a novembre dello stesso anno, in un altro video Youtube, Kan Gao annuncia che per alcuni problemi tecnici il gioco sarebbe arrivato nella primavera del 2021.; a luglio 2021, poi, nella hub notizie di Steam dedicata al gioco, l'autore si scusa nuovamente per il ritardo, affermando che il motivo di ciò è legato soprattutto al lavoro di localizzazione del gioco, e annuncia dunque che Impostor Factory sarebbe stato pubblicato entro Settembre dello stesso anno non solo in lingua originale inglese, ma in contemporanea tradotto anche in italiano, cinese, tedesco, francese, spagnolo, coreano, russo, portoghese (e, a gennaio 2024, anche in turco). Infine, dunque, il gioco ha fatto il suo debutto su Steam il 30 settembre 2021.

## Accoglienza
| Testata        | Giudizio |
| -------------- | -------- |
| Everyeye.it    | 8/10     |
| Eurogamer      | 8/10     |
| SpazioGames.it | 8.1/10   |
| IGN            | 9.3/10   |
| Multiplayer.it | 8/10     |

Impostor Factory ha ricevuto fin dalla sua uscita elogi unanimi da parte della critica videoludica, che definisce il gioco l’ennesimo capolavoro della serie, dopo To the Moon e Finding Paradise. Come, infatti, afferma il portale Eurogamer “Impostor Factory è una fiaba bella e triste”, che rispetto ai suoi predecessori riesce a migliorare l’alternanza tra momenti seri e drammatici, con altri più leggeri e divertenti, con numerose citazioni pop e alla cultura meme. Incontrano un buon riscontro anche i nuovi personaggi di Quincy e Lynri, che riescono a sopperire la mancanza delle “interazioni frizzanti” di Eva Rosalene e Neil Watts dei giochi precedenti. Oltre ad essere elogiata la brillante scrittura di Kan Gao, apprezzata all’unanimità anche il comparto della colonna sonora, che Everyeye.it afferma riesce “ad alzare esponenzialmente il valore del lavoro di Kan Gao e crea il perfetto trasporto per le vicende”, e la veste grafica dei luoghi e gli sfondi che, malgrado i limiti del motore RPG Maker, Spaziogames.it afferma “abbraccia con amore scenografie dalla squisita fattura al pixel, capace di suscitare il dolce ricordo delle creazioni che sempre nei ‘90 spopolavano nelle sale giochi”. Sebbene, poi, i critici siano più o meno concordi sul passo indietro e la semplificazione estrema dell’aspetto del gameplay rispetto ai titoli principali precedenti, alcuni di essi, come IGN, fanno notare che questo può essere visto come un punto di forza del gioco in quanto “esprime in maniera più efficace la propria filosofia con una narrazione che va dritta al punto, senza perdersi in filler e minigiochi che spezzano il ritmo”.
Oltre a ciò, Impostor Factory ha ricevuto comunque qualche giudizio critico e commento negativo, con i recensori che in generale lo definiscono inferiore ai suoi predecessori, in quanto, a citare Everyeye.it, “Non ha la destabilizzante potenza di To The Moon, né l’equilibrio cerebrale di Finding Paradise”, creando uno squilibrio nell'approfondimento degli spunti introdotti nella narrazione. Al di là, poi, delle critiche alla ridotta interattività e le azioni del giocatore, qualche feedback negativo è arrivato anche sulla parte finale di gioco, definita da Multiplayer.it ingarbugliata e che “non lascia lo stesso impatto emotivo dei suoi predecessori”.